# Isidro Fabela
Isidro Fabela Alfaro (Atlacomulco, 29 giugno 1882 – Cuernavaca, 12 agosto 1964) è stato un avvocato, scrittore, giornalista, storico, linguista, filologo e diplomatico messicano.

## Biografia
Isidro Fabela è nato il 29 giugno 1892 ad Atlacomulco. Entrò nella Scuola Nazionale di Giurisprudenza e sotto l'ispirazione di Rodolfo Reyes, il suo insegnante di Diritto costituzionale, divenne consapevole della dittatura di Porfirio Díaz.
Si è laureato in giurisprudenza con la tesi Dilatory Exceptions nel 1908. L'anno seguente, per sviluppare la sua vocazione di scrittore, ha fondato e aderito a diversi circoli letterari, come l'Ateneo de la Juventud, in cui è stato eletto segretario del verbale.
Nel febbraio 1913, gestì l'autorizzazione a Città del Messico per reclutare forze ausiliarie per combattere Victoriano Huerta. Dopo aver preso questa decisione, scrisse a suo padre: "Mi hai insegnato il concetto di onore, dignità e patriottismo; ed è per questo che sono qui per onorare il nome che mi hai dato, per rispettare la dignità del Messico e la mia, e anche perché non concepisco che un rappresentante della gente come sono, sieda e accetti il bene e il diritto i fatti compiuti in tutta la Repubblica da un soldato traditore che cerca di far retrocedere la politica del paese ".
Dopo la resa di Victoriano Huerta, Carranza ha insistito sull'immediata evacuazione del porto di Veracruz, dato che la situazione era già diversa. Il successivo 15 settembre, il Presidente degli Stati Uniti, Woodrow Wilson, annunciò il ritiro delle sue truppe. Lo hanno fatto, ma solo il 23 novembre. Quel giorno, Fabela e il Generale Cándido Aguilar reintegrarono il porto nel territorio nazionale via terra e le cannoniere Bravo e Saragozza via mare.
Nel dicembre 1914 entrò a Città del Messico con Emiliano Zapata e Pancho Villa. Accanto a loro c'erano il Segretario della Pubblica Istruzione, José Vasconcelos e il Presidente ad interim Eulalio Gutiérrez. Il 19 ottobre 1915 la presidenza di Carranza fu riconosciuta di fatto dagli Stati Uniti d'America, dall'Argentina, dal Brasile, dal Cile, dal Paraguay e dall'Uruguay. L'8 gennaio 1916, Fabela fu accreditato presso queste nazioni sudamericane come inviato straordinario e ministro plenipotenziario. Fu così che attraversò questi paesi presentando le sue credenziali ai governi, diffondendo i principi rivoluzionari attraverso vari articoli pubblicati sui giornali di quelle nazioni e riorganizzando ambasciate e consolati. Mentre attraversava Lima, invitò José Vasconcelos, esiliato in quella città, a tornare in Messico, dimenticando le vecchie divisioni. José Vasconcelos non ha accettato.
Nel 1936, durante la guerra civile spagnola, intervenne a nome degli esiliati che sfuggivano al regime di Francisco Franco. Nel 1937 sostenne l'Etiopia durante l'invasione fascista italiana di Benito Mussolini. Venti anni dopo fu decorato dallo stesso imperatore Hailé Selassié.
Ha partecipato con Fidel Castro al primo anniversario della Rivoluzione cubana, il 26 luglio 1959.
Nel 1962 visitò il Giappone e incontrò l'imperatore Hirohito.
Lázaro Cárdenas:
In un'altra occasione scrisse:
Nel 1960 il Senato messicano gli conferì la Medaglia d'Onore Belisario Domínguez.
Morì il 12 agosto di 1964.